# Бараново (гміна Мосіна)
Бараново (пол. Baranowo, нім. Schafheim) — село в Польщі, у гміні Мосіна Познанського повіту Великопольського воєводства.
У 1975-1998 роках село належало до Познанського воєводства.